# Leptoliterna chinai
Leptoliterna chinai är en insektsart som först beskrevs av Hermann Hacker 1926.  Leptoliterna chinai ingår i släktet Leptoliterna och familjen spottstritar. Inga underarter finns listade i Catalogue of Life.